# HAT-P-1b
HAT-P-1b是一顆圍繞ADS 16402 B的太陽系外行星，位於蠍虎座，距離地球約450光年。ADS 16402 B是ADS 16402雙星系統的其中之一。
HAT-P-1b是由哈佛-史密松天文物理中心的天文學家利用一個稱為HAT的自動小型望遠鏡網路所發現的，當時HAT-P-1b讓ADS 16402 B的亮度下降了0.6%。
它的軌道非常接近恆星，距離僅有824萬公里，公轉週期也只有4.46天，被認為是熱木星型的行星。